# Валрам II фон Тирщайн
Валрам II фон Тирщайн (на немски: Walram II, Graf von Tierstein, Pfalzgraf von Basel; † 1356) от линията Фробург-Хомберг е граф на Тирщайн в Зизгау, Швейцария, пфалцграф на Базел (на епископа на Базел).
Той е най-големият син на граф Улрих II фон Тирщайн († 1330) и внук на граф Рудолф VII (III) фон Тирщайн († 1318), пфалцграф на Базел, и на Беатрикс фон Геролдсек († 1267), дъщеря на Буркард IV фон Геролдсек († сл. 1238). Сестра му фон Тирщайн († 1337) е омъжена за Йохан I фон Раполтщайн († 1335/1337), син на Анселм II фон Раполтщайн († 1311).
През началото на 14 век замъкът Тирщайн е зависим от епископство Базел и отношенията между епископа и род Тирщайн не са най-добри. През 1335 г. епископът на Базел обсажда неуспешно замъка. Около средата на 14 век фамилията Тирщайн се разделя на две линии. Едната линия живее веднага във Фарнсбург, а другата в Ной-Тирщайн и Пфефинген.

## Фамилия
Валрам II фон Тирщайн се жени на 2 юни 1325 г. (датата на разрешението от папата) за Агнес фон Нойенбург-Арберг († 1345), дъщеря на граф Вилхелм фон Арберг († 1324) и на фон Ведисвил. Те имат две деца:
- Валрам III фон Тирщайн († 22 май 1403), граф, женен I. за фон Раполтщайн († сл. 1368), II. сл. 17 февруари 1360 г. за Гизела фон Кайзерсберг († 22 декември 1381), III. сл. 1368 г. за Анна фон Фюрстенберг († 1401), IV. за Изабела де Рай († сл. 1408)
- Катарина фон Тирщайн († 21 март 1385), омъжена на 13 януари 1341 г. за маркграф Рудолф II фон Хахберг-Заузенберг, ландграф в Брайзгау († 1353).